# 文公 (西周)
文公（ぶんこう、生没年不詳）は、中国の戦国時代の周朝の西周五代目にして最後の君主。姓は姫、名は咎。父は西周の武公。

## 経歴
紀元前256年、東方各国と合従して対秦の軍を出そうとするも、失敗。侵攻してきた摎の率いる秦軍に降伏して文公は秦に赴き、謝罪した上領土を献上した。この為、周王室最後の王赧王は秦の保護下に入ったものの同年崩御し、程なく文公も死去した。
文公が死去すると西周の民は堰を切ったように東周に逃散し、秦は九鼎と周王室の宝物を接収し、文公の子を移した。こうして秦が王畿を占拠したことで、西周と周王室本家は滅亡することとなった。